# Леонид (Лобачёв)
Архиепи́скоп Леони́д (в миру Илья́ Христофо́рович Лобачёв; 28 июля 1896, Чёрная Грязь, Московский уезд, Московская губерния — 28 июля 1967, Москва) — епископ Русской православной церкви, архиепископ Харьковский и Богодуховский.

## Биография
Родился в 1896 году в крестьянской семье в селе Чёрные Грязи Московской губернии.
С раннего возраста будущий владыка любил церковные богослужения, часто посещал храм. Окончил церковно-приходскую школу. Обучался в Московском Коммерческом училище (1916).
В 1915—1916 годах был послушником Чудова монастыря в Москве.
В 1918 году Илия перешёл в Новоспасский монастырь, где исполнял обязанности канонарха.
В 1918—1920 годах проходил военную службу в Архангельске.
В 1920 году поступил послушником в Новоспасский ставропигиальный монастырь, где он исполнял послушание канонарха, был келейником архимандрита Евгения (Кобранова).
В 1925 году Серафимом (Силичевым) пострижен в монашество и им же рукоположён во иеродиакона. 14 июля того же года митрополитом Петром (Полянским) хиротонисан в иеромонаха.
Священническое служение начал в Рыбинске, после этого состоял священником на приходых Ярославской епархии.
В 1930 году по благословению митрополита Сергия (Страгородского) возведён в сан архимандрита епископом Евгением (Кобрановым).
Арестованный в 1930 году, он провёл около 4-х лет в ИТЛ. По освобождении в 1934 году работал в сфере питания в Центральном морском управлении, а с 1937 года — в Управлении пароходства.
Во время Великой Отечественной войны был призван в армию, с 1942 года участвовал в боях в качестве рядового артиллериста. Гвардии старшина Лобачев за воинскую доблесть был награждён орденом Красной Звезды, медалями «За отвагу», «За боевые заслуги», «За оборону Москвы», «За оборону Сталинграда», «За взятие Будапешта», «За взятие Вены», «За победу над Германией».
Демобилизовавшись из армии, он вновь вернулся к священнослужению. В 1946 году был священником ряда московских храмов. С июня 1948 года служил в храме возобновлённого Антиохийского подворья в Москве.
С 17 сентября 1948 по конец 1949 года был начальником Иерусалимской духовной миссии.
По возвращении из Иерусалима назначен настоятелем Лосино-Островской Адриана и Наталии церкви под Москвой.
В 1951 года назначен настоятелем Пименовской церкви в города Москве.
4 июня 1953 года решением Священного Синода определён быть епископом Астраханским и Сталинградским.
7 июня 1953 года в Патриаршем Богоявленском соборе хиротонисан во епископа Астраханского и Сталинградского. Хиротонию совершали Патриарх Алексий I, архиепископ Берлинский и Германский Борис (Вик), епископ Казанский и Чистопольский Иов (Кресович), епископ Волынский и Ровенский Палладий (Каминский).
Из-за конфликта с властями был вынужден покинуть город. В письме от 1-2 февраля 1954 года Патриарха Алексий I писал: «Еп[ископ] Леонид еще болеет здесь на свей даче в Бабушкине. Ему значительно лучше, и он мог бы ехать в свою Астрахань, но имеется заключение врачей, что климат астраханский ему категорически противопоказан ввиду его сердечной болезни и недавно перенесённого инфаркта. Думаем его перевести в Пензу, свободную за смертью а[рхиепископа] Кирилла».
9 февраля 1954 года назначен епископом Пензенским и Саранским.
22 марта 1960 года стал епископом Калужским и Боровским. 9 мая возведён в сан архиепископа.
В годы его правления Калужской епархией властями были изданы постановления, которые запрещали крестные ходы, колокольный звон и работа с детьми, а ремонт храма мог производиться только по решению властей. Доходы церквей резко снизились из-за уменьшения количества треб, вызванного тем фактом, что материалы квитанционного их учёта стали использоваться для информации партийных органов с целью преследования верующих. В эти же годы, после отстранения настоятелей от управления приходами, началось массовое закрытие храмов.
19 июля 1962 года уволен на покой по болезни.
14 мая 1963 года назначен вновь на Калужскую кафедру.
11 мая 1963 года награждён правом ношения креста на клобуке.
29 мая 1963 года стал архиепископом Ивановским и Кинешемским.
30 марта 1964 года назначен архиепископом Харьковским и Богодуховским.
Скончался 28 июля 1967 года. Отпевание было совершено архиепископом Таллиннским и Эстонским Алексием (Ридигером). Погребён на Бабушкинском кладбище (участок № 13) в Москве.